# S.S. Lazio Calcio a 5
La Società Sportiva Lazio Calcio a 5 è la sezione di calcio a 5 della Polisportiva S.S. Lazio.

## Storia
La sezione di calcio a 5 della Società Sportiva Lazio viene fondata nel 1996 con l'acquisizione del titolo del Torrino; la gestione dirigenziale era inizialmente affidata a Roberto Sordini, Fabio Cragnotti e Fabio Quaglia. Nella prima stagione in serie A, 1996-97, la squadra concluse la stagione regolare al terzo posto, nell'anno successivo invece conquista Scudetto e Coppa Italia. Nel 1998-99 riesce ad arrivare alla finale dell'European Champions Tournament (progenitrice della Coppa UEFA), ma è sconfitta in finale dalla Dina Mosca. La vittoria della seconda Coppa Italia e, nel settore giovanile, del campionato Juniores, addolcirono il finale di stagione.
Nel 2000-01 esce di scena il socio Roberto Sordini, mentre nel 2002-03 la Lazio vince la sua terza Coppa Italia. L'anno successivo giunge undicesima in campionato ed è costretta a disputare i play-out per la permanenza in Serie A. Sconfitta nel derby dalla Brillante Roma retrocede in Serie A2 ma è ripescata nella massima serie in seguito alla rinuncia del San Paolo Pisa.
Nella stagione 2005-06 avviene la fusione con il Genzano Calcio a 5. Nel 2006-07 avviene un'altra fusione con il Nepi Calcio a 5 e la denominazione della squadra fu S.S. Lazio Nepi Calcio a 5. Arrivò in questa stagione la sconfitta nella finale scudetto contro la Luparense dopo l'1-1 in cas ed il ritorno dove i veneti si sono imposti per 4-2, alla guida tecnica della squadra c'era Agenore Maurizi. A livello giovanile, però, la formazione Under-21 vinse lo scudetto raggiungendo il più importante titolo, guidata dal suo capitano Christian Nardoni (in prestito dalla prima squadra militante in Serie A e venuto dal  Frosinone) e dall'allenatore Daniele D'Orto, che l'anno successivo fu promosso alla guida della prima squadra. Nel 2007 avvenne nuova fusione, questa volta con la Polisportiva Forte Colleferro e la società prese il nome di A.S.D. Lazio Colleferro Calcio a 5. Con Antonio Pampanini, la squadra ottenne raggiunse la seminfinale sia in Campionato sia in Coppa Italia.
Nel giugno del 2009 avviene una seconda fusione con il rinato Torrino e la denominazione diventa T.S.C. Lazio Calcio a 5. Nell'estate del 2010 la società è acquistata dal gruppo Montemurro che mette in atto un'importante operazione di riappropriazione dell'identità sportiva: si ritorna a giocare a Roma e all'originaria denominazione Società Sportiva Lazio Calcio a 5.

La Lazio campione d'Italia nella stagione 1997-1998

Il nuovo presidente Andrea Montemurro crea per la stagione 2010-2011 una squadra fortemente orientata alla vittoria. La Lazio ha vinto, così, la Coppa Italia 2011 battendo la Luparense (3-1) ai Quarti, il Montesilvano (1-0) in semifinale ed il 13 marzo 2011 la Marca Futsal (3-2) in finale.
Nella stagione 2011-2012 cambia la presidenza, Andrea Montemurro si dimette e Antonio Mennella prende il suo posto.
Dopo una prima stagione in cui si raggiungono le semifinali di Coppa Italia e dei play off Scudetto, il 2012-2013 è povero di risultati. La stagione 2013-2014, vede invece protagonista la Lazio Calcio a 5, con la partecipazione alla finale di Coppa Italia, la semifinale Scudetto e la vittoria del Tricolore nel campionato Under-21.
A maggio 2014 e precisamente il 26, dopo mesi di trattative, nasce la nuova S.S. Lazio Calcio a 5, con la sigla dell’accordo di cessione della società, Daniele Chilelli viene nominato presidente, Raffaele Pandalone Vice Presidente e Pierpaolo Persici assume la carica di Amministratore della società che gestirà il Pala GEMS, di proprietà della società. Una proprietà giovane, determinata e con molto entusiasmo unito ad un alto tasso di lazialità rappresenterà la garanzia di questo gruppo di lavoro.
Alla prima stagione della gestione Chilelli - 2014-2015 -, con Massimiliano Mannino in panchina (grande esperienza da giocatore ma esordiente in Serie A da allenatore), la nuova Lazio stupisce tutti chiudendo il girone di andata in vetta alla classifica ed entrando quindi a pieno titolo in Final Eight di Coppa Italia. La Società è però costretta ad un paio di cessioni importanti come Duarte e Salas, corre ai ripari con l'acquisto di un campione come De Bail che però salterà per infortunio un discreto numero di gare, tra cui proprio quelle della Final Eight, in cui la squadra viene sconfitta in semifinale dall'Asti. L'ottavo posto finale in campionato dà comunque diritto alla partecipazione ai playoff Scudetto, ma nei quarti di finale contro la Luparense sono i veneti a conquistare il passaggio del turno.
Nell'estate 2015, quindi, la proprietà mette in atto una vera e propria rivoluzione, modificando l'assetto societario (Luciano Chilelli assume la carica di Presidente mentre Pandalone esce dal gruppo dirigenziale), parte dello staff tecnico (su tutti, saluta la Lazio Alessandro Arpinelli, preparatore dei portieri dalla lunghissima militanza) e soprattutto, la squadra, cambiata nella quasi totalità e composta per lo più da giocatori esordienti in Serie A, scelti tra i migliori della Serie A2, carichi di tanta voglia di emergere nella massima categoria italiana. In panchina c'è sempre Massimiliano Mannino, al suo secondo anno in Serie A. Alla fine di un durissimo campionato, la Lazio è condannata ai playout. Il doppio confronto con il Napoli non premia i biancocelesti costretti a retrocedere. Contemporaneamente, il 2015 è l'anno della nascita della prima squadra femminile ufficiale. Alla prima stagione, nata sulle fondamenta de L'Acquedotto, la formazione rosa della Lazio vola fino alla finale di Coppa Italia, venendo sconfitta però dall'Isolotto. In campionato le biancocelesti non riescono invece a centrare i playoff. La nota più lieta della stagione è la vittoria di un altro titolo, quello della Juniores femminile, che si laurea campione d'Italia. A fine anno nel maschile la voglia di risalire è immediata e tramite la richiesta di ripescaggio, la Lazio ritrova immediatamente la Serie A. La squadra viene profondamente rinnovata, puntando su grandi campioni. Anche con la femminile viene attuata una piccola rivoluzione, con tanti nuovi importanti innesti e rinnovate ambizioni di successo.
La stagione 2016/2017 vede la Serie A maschile raggiungere una salvezza anticipata al termine di una stagione durissima, ma che ha nella permanenza di categoria il punto di massima felicità. Decisiva la vittoria in casa del Kaos nel girone di ritorno ed il successo a tavolino col Pescara. Al tempo stesso, invece, annata non brillante per l'Elite femminile. I maggiori successi, però, arrivano ancora una volta dalle giovanili: i Giovanissimi si prendono lo scudetto, gli Allievi si fermano solo in finale regionale, la Juniores di Reali arriva ad un soffio dal tricolore, battuta 1-0 dal Napoli nella finale scudetto. Chi si cuce il biancorossoverde sul petto è l'Under-18 femminile che, per il secondo anno consecutivo, vince il titolo italiano.
Nel 2017-18 si consuma l'ennesima rivoluzione: dopo tre stagioni, infatti, si interrompe il matrimonio con l'allenatore Mannino, sostituito da Gianfranco Angelini. L'annata rappresenta il punto più basso della storia della società: la squadra, apparsa fin da subito inadeguata alla massima categoria, arranca nelle retrovie, condendendo al neopromosso Milano la penultima posizione che eviterebbe la retrocessione diretta. Angelini è esonerato durante il girone di ritorno e sostituito da Fabrizio Reali che tuttavia non riesce a invertire la rotta. Nel frattempo, l'avvenuta rinuncia del Pescara riduce a uno il numero di retrocessioni, determinata dal play-out tra ultima e penultima classificata: la Lazio  sconfigge il Milano e resta nella massima serie. Un copione simile si ripete l'anno seguente: i biancocelesti si giocano la permanenza in Serie A nei play-out contro l'Arzignano. I veneti sconfiggono i romani, relegandoli alla Serie A2.

### Calcio a 5 femminile
Dopo la sezione in rosa dell'anno di fondazione 1993, in cui militò anche Elisabetta Vignotto, nel 2015 rinasce la squadra femminile ufficiale della S.S. Lazio C5. Alla prima stagione, nata sulle fondamenta de L'Acquedotto, le capitoline raggiungono la finale di Coppa Italia, venendo sconfitta però dall'Isolotto. In campionato, le biancocelesti non riescono invece a centrare i play-off. La nota più lieta della stagione è la vittoria di un altro titolo, quello della Juniores femminile, laureatasi campione d'Italia.

## Cronistoria
| Cronistoria della S.S. Lazio C5 |
| --- |
| - 1996 · Acquisizione del titolo sportivo del Torrino e fondazione della S.S. Lazio C5. - 1996-97 · 5ª in Serie A. 3ª ai play-off scudetto. Finalista di Coppa Italia. - 1997-98 · 2ª in Serie A, Campione d'Italia (1º titolo). Vince la Coppa Italia (1º titolo). - 1998-99 · 9ª in Serie A. Quarti di finale play-off scudetto. Vince la Coppa Italia (2º titolo). Sconfitta in Supercoppa italiana. Finalista dell'European Champions Tournament. - 1999-00 · 4ª in Serie A. Finalista play-off scudetto. Semifinalista di Coppa Italia. - 2000-01 · 7ª in Serie A. 1º turno play-off scudetto. Quarti di finale di Coppa Italia. - 2001-02 · 5ª in Serie A. Semifinalista play-off scudetto. Ottavi di finale di Coppa Italia. - 2002-03 · 3ª in Serie A. Finalista play-off scudetto. Vince la Coppa Italia (3º titolo). - 2003 · Fusione con la CVM Lazio Deas, assume la denominazione CVM Lazio C5. - 2003-04 · 11ª in Serie A. Retrocessa in Serie A2, viene ripescata. Sconfitta ai play-out. Finalista di Supercoppa italiana. - 2004-05 · 9ª in Serie A. Quarti di finale play-off scudetto. - 2005 · Incorpora il Genzano. - 2005-06 · 5ª in Serie A. Quarti di finale play-off scudetto. Semifinalista di Coppa Italia. - 2006 · Fusione con il Nepi, assume la denominazione Lazio Nepi. - 2006-07 · 2ª in Serie A. Finalista play-off scudetto. Quarti di finale di Coppa Italia. - 2007 · Fusione con l'Ariccia Colleferro, assume la denominazione Lazio Colleferro. - 2007-08 · 4ª in Serie A. Semifinalista play-off scudetto. Semifinalista di Coppa Italia. - 2008-09 · 8ª in Serie A. 1º turno play-off scudetto. - 2009 · Fusione con il Torrino, assume la denominazione T.S.C. Lazio. - 2009-10 · 7ª in Serie A. Quarti di finale play-off scudetto. Quarti di finale di Coppa Italia. - 2010 · Ritorna alla denominazione S.S. Lazio C5. - 2010-11 · 3ª in Serie A. Quarti di finale play-off scudetto. Vince la Coppa Italia (4º titolo). - 2011-12 · 3ª in Serie A. Semifinalista play-off scudetto. Semifinalista di Coppa Italia. Finalista di Supercoppa italiana. - 2012-13 · 3ª in Serie A. Quarti di finale play-off scudetto. Quarti di finale di Coppa Italia. - 2013-14 · 6ª in Serie A. Semifinalista play-off scudetto. Finalista di Coppa Italia. 2ª fase di Winter Cup. - 2014-15 · 7ª in Serie A. Quarti di finale play-off scudetto. Semifinalista di Coppa Italia. 2ª fase di Winter Cup. - 2015 · Incorpora L'Acquedotto C5. - 2015-16 · 11ª in Serie A. Retrocessa in Serie A2, viene ripescata. Sconfitta ai play-out. - 2016-17 · 10ª in Serie A. 1ª fase di Winter Cup. - 2017-18 · 13ª in Serie A. Vince i play-out. Ottavi di finale di Coppa della Divisione. - 2018-19 · 12ª in Serie A. Retrocessa in Serie A2. Sconfitta ai play-out. Quarti di finale di Coppa Italia. Ottavi di finale di Coppa della Divisione. - 2019-20 · 11ª nel girone B di Serie A2. 3º turno di Coppa della Divisione. - 2020-21 · 9ª nel girone B di Serie A2. - 2021-22 · 6ª nel girone C di Serie A2. - 2022-23 · 4ª nel girone B di Serie A2. Quarti di finale play-off promozione. Trentaduesimi di finale di Coppa della Divisione. - 2023-24 · 5ª nel girone B di Serie A2 Élite. Quarti di finale play-off promozione. 1º turno di Coppa Italia di Serie A2 Élite. 2º turno di Coppa della Divisione. - 2024-25 · 8ª nel girone B di Serie A2 Élite. Sedicesimi di finale di Coppa della Divisione. |

## Statistiche e record
| Livello | Categoria | Partecipazioni | Debutto   | Ultima stagione |
| ------- | --------- | -------------- | --------- | --------------- |
| 1°      | Serie A   | 23             | 1996-1997 | 2018-2019       |
| 2°      | Serie A2  | 4              | 2019-2020 | 2022-2023       |

## Colori e simboli

### Colori
I colori storici della S.S. Lazio Calcio a 5 sono il bianco e il celeste.

### Simboli ufficiali

#### Stemma
Il simbolo della S.S. Lazio è l'Aquila, scelta in quanto emblema di potenza, vittoria e prosperità.

#### Inno
Prima dell'entrata in campo della S.S. Lazio Calcio a 5, viene diffuso l'inno "Inno alla Lazio - Sò già du ore", scritto ed interpretato dal cantautore romano Aldo Donati.

## Strutture

### Palazzetto
La S.S. Lazio Calcio a 5 gioca le partite interne presso il PalaGEMS di Roma.

### Centro di allenamento
La prima squadra svolge le sedute di allenamento sempre presso il PalaGEMS.

## Società

### Organigramma
- Luciano Chilelli - Presidente
- Pierpaolo Persici - Consigliere
- Flavio Bomarsi - Direttore generale

### Sponsor
- 1993 Umbro
- 2009-2011 Legea
- 2011-oggi Gems

- 1993 Zust Ambrosetti
- 2009-2010 Barani Group
- 2010-2011 Gruppo Montemurro
- 2011-2014 Alphaformazione
- 2014-2015 Veratour
- 2015-2016 Intercart
- 2016-oggi YouGO

## Allenatori
- 1996-1997 ·  Fulvio Colini
- 1993-1996 ·  ??
- 1997-1998 ·  Agenore Maurizi
- 1998-1999 ·  Alessandro Pomposelli,  Massimo Ronconi
- 1999-2000 ·  Massimo Ronconi,  Paolo Minicucci
- 2000-2001 ·  Paolo Minicucci
- 2001-2003 ·  Agenore Maurizi
- 2003-2004 ·  Franco Albanesi,  Morruga
- 2004-2005 ·  Alberto Carobbi
- 2005-2006 ·  Fausto Tallarico
- 2006-2007 ·  Agenore Maurizi
- 2007-2008 ·  Daniele D'Orto
- 2008-2009 ·  Mathias Lamers,  Piero Gialli
- 2009-2014 ·  Daniele D'Orto
- 2014-2017 ·  Massimiliano Mannino
- 2017-2018 ·  Gianfranco Angelini,  Fabrizio Reali
- 2018-2019 ·  Fabrizio Reali
- 2019-2020 ·  Domenico Luciano,  Massimo Rinaldi

## Palmarès

La festa per la vittoria della Coppa Italia 1997-1998

### Competizioni nazionali
- Campionato italiano: 1

1997-1998
- Coppa Italia: 4

1997-1998, 1998-1999, 2002-2003, 2010-2011

### Competizioni giovanili
- Campionato Italiano under 21:  3

1998-1999;  2009-2010;  2013-2014
- Coppa Italia Under-21: 1

2014-2015
- Supercoppa italiana Under-21: 1

2014
•  Campionato regionale under 19: 1
2018-2019

## Organico
| N° | Naz.               | Ruolo | Sportivo               | Anno     |  |  |
| -- | ------------------ | ----- | ---------------------- | -------- |  |  |
| 1  | Italia (bandiera)  | POR   | Filippo Anzini         | 12.04.06 |  |  |
| 3  | Italia (bandiera)  | LAT   | Michele Giangregorio   | 28.12.04 |  |  |
| 4  | Italia (bandiera)  | DIF   | Stefano Pilloni        | 22.01.84 |  |  |
| 6  | Brasile (bandiera) | UNI   | Nikao                  | 05.12.91 |  |  |
| 7  | Italia (bandiera)  | LAT   | Mirko Medici           | 12.12.82 |  |  |
| 8  | Brasile (bandiera) | LAT   | Gedson                 | 05.12.91 |  |  |
| 9  | Italia (bandiera)  | PIV   | Luca Bertinelli        | 04.09.05 |  |  |
| 10 | Italia (bandiera)  | LAT   | Valerio Giulii Capponi | 28.01.02 |  |  |
| 15 | Italia (bandiera)  | LAT   | Lorenzo Conti          | 16.03.04 |  |  |
| 20 | Italia (bandiera)  | PIV   | Niccolò Zandri         | 08.10.04 |  |  |
| 21 | Italia (bandiera)  | LAT   | Riccardo Pezzin        | 17.10.98 |  |  |
| 22 | Italia (bandiera)  | POR   | Christian Leonetti     | 19.03.04 |  |  |
| 23 | Italia (bandiera)  | DIF   | Jacopo Lupi            | 17.12.98 |  |  |
| 99 | Italia (bandiera)  | PIV   | Daniele Chilelli       | 11.11.83 |  |  |

### Staff tecnico
- Adriano Branca - Direttore sportivo
- Enrico Segantini - Team Manager
- Gianfranco Angelini - Allenatore
- Fabrizio Reali - Viceallenatore
- Massimo Rinaldi - Preparatore dei portieri